# Politieke status van Puerto Rico
De huidige politieke status van Puerto Rico is het resultaat van een complex geheel van politieke activiteiten van de regeringen van de Verenigde Staten en Puerto Rico. Puerto Rico is momenteel een unincorporated territory en een gemenebest van de Verenigde Staten, waardoor het grondgebied wel toebehoort tot de VS, maar er geen deel van uitmaakt.
De politieke status van Puerto Rico is onderwerp van een steeds voortdurend debat, waarbij verschillende alternatieven worden voorgesteld. De verschillende mogelijkheden zijn, in volgorde, met een steeds minder sterke band met de VS: volwaardige staat van de VS; incorporated territory, zoals Hawaii en Alaska voor ze een staat werden; status quo; vrij geassocieerde staat met de VS, zoals de Marshalleilanden, Micronesia en Palau; onafhankelijkheid. Elke Puerto Ricaanse partij heeft een andere visie op deze relatie met de VS. De Puerto Ricanen zelf spraken zich verschillende keren uit over deze vraag, de laatste keer in 2012. Toen verwierp een meerderheid de huidige status en een meerderheid koos voor toetreding tot de VS als volwaardige deelstaat. Door controverse rond de vraagstelling bleef de volksraadpleging echter zonder gevolgen. Bovendien ligt de uiteindelijke beslissing niet bij de Puerto Ricanen, maar bij het Amerikaans Congres. In 2006, 2009 en 2011 riep het Speciaal Comité voor Dekolonisatie van de Verenigde Naties op om het proces van zelfbeschikking voor de Puerto Ricanen te versnellen.

## Achtergrond
Sinds het einde van de Spaans-Amerikaanse Oorlog is Puerto Rico een unincorporated territory van de Verenigde Staten. Door de Jones Act uit 1917 zijn Puerto Ricanen volwaardige burgers van de Verenigde Staten, maar ze kunnen niet stemmen voor het kiescollege dat de Amerikaanse President kiest. Ze kunnen wel deelnemen aan de voorverkiezingen van zowel de Democratische Partij als de Republikeinse Partij, omdat dit geregeld wordt via de partijstatuten. Daarnaast hebben ze geen stem in het Amerikaans Congres en ze zijn enkel vertegenwoordigd door een niet-stemgerechtigde Resident Commissioner van Puerto Rico in het Huis van Afgevaardigden. In 1952 werd Puerto Rico een gemenebest, waardoor het enige vorm van zelfbestuur heeft. Mede daardoor staat het ook niet op de lijst van gebieden zonder zelfbestuur van de Verenigde Naties, zoals Amerikaans-Samoa, Guam en de Amerikaanse Maagdeneilanden. Nochtans heeft het Speciaal Comité voor Dekolonisatie verschillende keren opgeroepen op om het proces van zelfbeschikking voor de Puerto Ricanen te versnellen. De uiteindelijke beslissing over de politieke status en ook alle andere beslissingen betreffende het eiland ligt dan ook bij het Amerikaans Congres en de Amerikaanse President, en niet bij de Puerto Ricanen zelf. De verschillende referenda, het laatste in 2012, zijn dus niet-bindend en kunnen dus worden genegeerd, ook als ze worden georganiseerd met toestemming van het Congres.

### Terminologie
Veel verwarring bestaat er rond de term gemenebest, die voor juridisch verschillende bestuursvormen wordt gebruikt. Enkele gebruiksvormen zijn bijvoorbeeld:
- Het Gemenebest van Onafhankelijke Staten en het Gemenebest van Naties, internationale organisaties georganiseerd rond Rusland respectievelijk het Verenigd Koninkrijk met als lidstaten voormalige delen van de Sovjet-Unie respectievelijk het Britse Rijk, gebruiken de term om te verwijzen naar een internationale organisatie.
- Australië, Dominica en de Bahama's zijn onafhankelijke staten die de term in hun officiële benaming gebruiken, maar zonder juridische gevolgen. Australië en de Bahama's zijn monarchieën met aan het hoofd Charles III, terwijl Domenica een republiek is.
- Kentucky, Massachusetts en Pennsylvania Virginia, volwaardige deelstaten van de VS, gebruiken de term voor de historische waarde, maar hij heeft geen enkele juridische betekenis.
- De Filipijnen waren bij de overgangsperiode van kolonie van de Verenigde Staten tot onafhankelijke staat bekend als Gemenebest van de Filipijnen.
- De Noordelijke Marianen zijn een gemenebest van de VS, maar hebben slechts beperkte soevereiniteit en beschikken bijvoorbeeld niet over een Resident Commissioner.

In het geval van Puerto Rico wordt gesteld dat de term gemenebest geen speciale politieke status voorziet of voorschrijft, maar slechts beschrijft dat het gebied over een zeker zelfbeschikkingsrecht beschikt gebaseerd op een grondwet, dat echter unilateraal door het Congres kan worden teruggetrokken. Verder impliceert de term enkele grondrechten, die niet kunnen worden ingetrokken.
Verdere verwarring rond de term draait rond de Spaanse vertaling van gemenebest, zijnde Estado Libre Asociado. Dit lijkt op de benaming voor een vrij geassocieerde staat, zoals de Marshalleilanden, Micronesia en Palau. Dit zijn onafhankelijke staten die in een verdrag met de VS hebben afgesproken dat de VS militaire bescherming biedt en bepaalde sociale voordelen voorziet. Niue en de Cookeilanden hebben een gelijkaardig akkoord met Nieuw-Zeeland. Puerto Rico is echter geen soevereine, onafhankelijke staat, waardoor deze term misleidend is.

### Insular Cases
De betekenis van de term gemenebest in dit specifieke geval werd, net als de hele politieke status van Puerto Rico, door het Amerikaans Hooggerechtshof behandeld in de Insular Cases. In de beroemde zaak Downes v. Bidwell oordeelde het Hooggerechtshof dat Puerto Rico internationaal gezien weliswaar geen buitenlandse natie was, maar dat het vanuit een binnenlands perspectief wel 'buitenlands' was. Puerto Rico was namelijk louter een bezit van de VS, maar maakte er geen deel van uit. Tijdens deze beslissing werd de term unincorporated territory gelanceerd. Een latere beslissing in Balzac v. Porto Rico weidde uit over het verschil tussen een unincorporated en een incorporated territory. Dat laatste omvatte enkel de territoria waarbij de VS bij de inlijving de duidelijke intentie had om ze een volwaardig deel van de VS te maken. Gebieden bij wie die intentie afwezig was, waren unincorporated territory, waar enkel de fundamentele rechten van de Amerikaanse grondwet van kracht waren. Juryrechtspraak was bijvoorbeeld geen fundamenteel recht en beschuldigden konden er dus ook geen aanspraak op maken. Puerto Ricanen en ook Amerikanen die naar Puerto Rico verhuisden konden ook geen aanspraak maken op bepaalde uitkeringen, zoals ziekte- of invaliditeitsuitkeringen. William Brennan zou deze uitzonderingen later 'anachronistisch' noemen.

## Gevolgen

### Amerikaanse nationaliteit
Puerto Ricanen vallen niet onder het 14e amendement van de Amerikaanse grondwet, waardoor hun nationaliteit niet grondwettelijk gegarandeerd is. De reden hiervoor is dat het Amerikaanse Hooggerechtshof in de reeds vermelde Insular Cases stelde dat het niet de bedoeling kon zijn om de Amerikaanse nationaliteit toe te kennen aan 'vreemde rassen' die niet in staat zijn om de Angelsaksische principes te begrijpen. Op basis van deze wetten hebben inwoners van Amerikaans-Samoa nog altijd geen recht op het Amerikaanse burgerschap. Nochtans stelde de rechter dat dit slechts een tijdelijke maatregel mocht zijn. Puerto Ricanen kregen in 1917 de Amerikaanse nationaliteit, onder President Woodrow Wilson. Dit gebeurde op basis van de Jones–Shafroth Act, maar omdat dit een gewone wet is en geen grondwettelijk amendement, kan dit ook unilateraal door het Congres worden ingetrokken. In 1941 kende President Harry S. Truman de Amerikaanse nationaliteit met terugwerkende kracht vanaf 1899 toe aan bepaalde categorieën Puerto Ricanen. Puerto Ricanen zijn nu bij geboorte Amerikaanse burgers en kunnen daarmee president worden, op voorwaarde dat ze aan de minimumleeftijd voldoen en dat ze 14 jaar in de VS wonen. Puerto Rico wordt in deze niet gezien als de VS.

### Grondrechten
Omdat Puerto Rico een unincorporated territory is, heeft de Amerikaanse Grondwet slechts een beperkte reikwijdte. Enkel de grondrechten zijn toepasbaar, zoals omschreven in Artikel IV, Sectie 2, Clausule 1 van de Amerikaanse Grondwet. Deze clausule omvat onder meer het verbod om burgers uit andere staten te discrimineren en het recht om naar andere staten te reizen en werd specifiek uitgebreid naar Puerto Rico door het Congres. Ondanks het feit dat het om een gewone wet gaat, heeft het Hooggerechtshof geoordeeld dat wanneer de Grondwettelijke bescherming wordt uitgebreid naar een nieuw territorium, deze uitbreiding onherroepelijk is, om zo willekeur te vermijden. William Brennan noemde deze uitzonderingen 'anachronistisch'.
Puerto Ricanen kunnen niet stemmen voor het kiescollege dat de Amerikaanse President kiest. Ze kunnen wel deelnemen aan de voorverkiezingen van zowel de Democratische Partij als de Republikeinse Partij, omdat dit geregeld wordt via de partijstatuten. Daarnaast hebben ze geen stem in het Amerikaans Congres en ze zijn enkel vertegenwoordigd door een niet-stemgerechtigde Resident Commissioner van Puerto Rico in het Huis van Afgevaardigden. Ze kunnen wel benoemd worden tot ambassadeur of rechter aan het Hooggerechtshof, waarvoor benoeming door de Senaat vereist is.
Puerto Ricanen kunnen ook deel uitmaken van de United States Army en zijn verplicht dit te doen wanneer de dienstplicht van kracht is. 400.000 Puerto Ricanen waren actief in het Amerikaans leger, in de Eerste en Tweede Wereldoorlog, de Vietnamoorlog, de Koreaanse Oorlog en de Strijd tegen terrorisme. Verschillende Puerto Ricanen werden generaal of admiraal, waarvoor benoeming door de Senaat vereist is. Puerto Ricanen zijn de meest onderscheiden hispanics.

### Autonomie
Puerto Rico heeft een grondwet en een zekere vorm van autonomie, gelijkaardig aan volwaardige deelstaten van de VS. Het heeft een gouverneur en kan een zeker autonoom binnenlands beleid voeren, maar de buitenlandse relaties blijven het voorrecht van de federale overheid. Toch zijn er belangrijke verschillen met de deelstaten. Zo is de macht van de deelstaatregering volledig gebaseerd op het volk, terwijl de regering van Puerto Rico zijn bestaan te danken heeft aan de Amerikaanse overheid. De federale overheid is volledig superieur aan de Puerto Ricaanse regering, zolang ze de fundamentele grondrechten respecteert.
Ook al heeft Puerto Rico geen stemrecht in het Congres en wordt het slechts vertegenwoordigd door een Resident Commissioner, toch zijn de federale wetten onbeperkt geldig, tenzij ze niet lokaal toepasbaar zijn. Slechts een wet is sinds de goedkeuring van deze wetgeving in 1952 als 'lokaal niet toepasbaar' omschreven door een rechtbank, een andere werd in beroep toch toepasbaar verklaard.

### Belastingen
Puerto Ricanen betalen federale import en exportbelastingen, bijdragen aan de sociale zekerheid en inkomensbelastingen. In 2009 betaalde Puerto Rico $3,742 miljoen aan het United States Department of the Treasury, ongeveer evenveel als Montana. Puerto Ricanen betalen bijdragen aan de sociale zekerheid, maar krijgen enkel een pensioen uitbetaald en geen andere voordelen, zoals ziekte- of invaliditeitsuitkering. Het eiland krijgt slechts 15% van de Medicaid-fondsen waar het recht op heeft. Inwoners hebben ook geen recht op Obamacare.

## Recente acties

### Verenigde Naties
De Verenigde Naties heeft de legitimiteit van de politieke status van Puerto Rico al verschillende keren geëvalueerd. Daarbij werd nagegaan of het eiland wel kan beschikken over de basiscriteria van zelfbestuur, zoals die zijn neergeschreven in het Handvest van de Verenigde Naties en het internationaal recht.
In 1953 besliste de Algemene Vergadering van de Verenigde Naties om Puerto Rico van de lijst te schrappen van gebieden zonder zelfbestuur, met bijvoorbeeld Guam en Amerikaans-Samoa. De resolutie kwam er na grote politieke druk vanuit de Verenigde Staten en werd goedgekeurd met 20 stemmen voor, 16 stemmen tegen en 18 onthoudingen. Er was met andere woorden geen duidelijke consensus. Vandaag loopt er dus nog steeds een debat over de vraag of Puerto Rico al dan niet een kolonie is. Een vaak aangehaald argument hierbij is dat het duidelijk is dat de Puerto Ricaanse politici ontevreden zijn met de huidige status en dat hoewel er onenigheid is over de eventuele alternatieven, alle partijen overeenstemmen dat de huidige ondemocratische situatie niet kan blijven voortduren. Sinds de goedkeuring van de resolutie is het officiële Amerikaanse standpunt dat de Verenigde Naties niet bevoegd zijn over de status van Puerto Rico, aangezien het om een bilaterale aangelegenheid met de VS gaat. In 1972 heropende het Comité voor Dekolonisatie de kwestie, maar ze is tot op vandaag nog niet opgelost. Bovendien volgde in 2007 een officieel verzoek naar de Algemene Vergadering om de kwestie te onderzoeken, een vraag die ook gesteund werd door het Puerto Ricaanse parlement.

### Amerikaanse presidenten
Verschillende Amerikaanse presidenten hebben geprobeerd om te kwestie van de politieke status te bestuderen via executive orders, de Amerikaanse variant van het Koninklijk Besluit. De belangrijkste executive orders richtten in 2005, 2007 en 2011 een "Task Force" op die het probleem ten gronde moest bestuderen.
In 2005 concludeerde de Task Force onder president George W. Bush dat het niet wettelijk zou zijn om het Congres te binden aan bepaalde akkoorden betreffende Puerto Rico's status, zonder de Amerikaanse Grondwet te wijzigen. Het rapport stelde ook dat de huidige status de criteria voor zelfbeschikking niet vervult. De Partido Independentista Puertorriqueño en de Partido Nuevo Progresista verwelkomden het rapport en probeerden met steun van congresleden José Serrano en Luis Fortuño en senatoren Ken Salazar en Mel Martinez een wet goed te keuren om een referendum te organiseren. De Partido Popular Democrático, de grootste oppositiepartij, verwierp het rapport echter. De latere gouverneur Anibal Acevedo Vilá schreef een brief naar Condoleezza Rice, de toenmalige minister van Buitenlandse Zaken, om officieel protest aan te tekenen. Later noemde hij het rapport 'politiek bedrog' en een 'gevaar voor de democratie'. Een wetsvoorstel gesteund door de PPD werd ingediend door senatoren Ted Kennedy, Bob Menendez, Richard Burr en Trent Lott, maar kreeg verder geen steun. Het andere voorstel, van Ken Salazar en Mel Martinez, kreeg wel steun, van Daniel Akaka, Evan Bayh, Sam Brownback, Thomas Carper, Norm Coleman, Larry Craig, Chuck Hagel, Daniel Inouye, John Kerry, Mary Landrieu, John McCain, Bill Nelson en Ted Stevens.
In 2007 kwam er een nieuw rapport van de Task Force, opnieuw onder president George W. Bush. Het rapport concludeerde dat het nooit de bedoeling was van de VS om te stellen dat het Congres de politieke status van Puerto Rico niet unilateraal kon wijzigen. Daardoor is Puerto Rico een unincorporated territory en besloot het rapport dat het dus niet voldoet aan de criteria van zelfbeschikking. Volgens het rapport kan, volgens de huidige wetgeving, de autonomie van de Puerto Ricaanse overheid unilateraal door het Congres worden ingetrokken. Bovendien kan ook de Amerikaanse nationaliteit unilateraal worden afgenomen. Het rapport werd uitrukkelijk verwelkomd door de Partido Independentista Puertorriqueño en de Partido Nuevo Progresista.
In 2011 kwam er een nieuw rapport, ditmaal onder President Barack Obama, dat tot dezelfde conclusie kwam als de vorige rapporten. Het rapport besloot dat de Puerto Ricaanse economie op lange termijn enorm zou verbeteren bij een zo snel mogelijke beslissing.

### Amerikaans Congres
Het Amerikaans Congres heeft de macht om Puerto Rico 'af te stoten' en de onafhankelijkheid te erkennen, zoals bij de Filipijnen, of om het officieel te erkennen als staat, zoals bij Hawaii en Alaska. De uiteindelijke beslissing ligt dus bij het Congres. Sommigen argumenteren dan ook dat het Congres enkele opties moet vastleggen, die dan in een referendum kunnen voorgelegd worden aan het Puerto Ricaanse volk. Eerder spraken George Miller, Don Young en Carlos Romero Barceló
In 1997 werd de United States-Puerto Rico Political Status Act geïntroduceerd door Don Young. Hij werd goedgekeurd in het Huis van Afgevaardigden, maar niet in de Senaat. Het is tot op de dag van vandaag het enige voorstel dat in beide kamers is overwogen. Volgens dit voorstel zou om de tien jaar een referendum georganiseerd worden, waarbij kon worden gekozen tussen drie opties: gemenebest; onafhankelijkheid, eventueel met een vrije associatie; of deelstaat. In het alternatieve voorstel van de Senaat waren er drie opties, onafhankelijkheid en vrije associatie werden gescheiden. Dit wetsvoorstel was controversieel in Puerto Rico, omdat 'gemenebest' gedefinieerd werd als het status quo waarbij
het Congres de uiteindelijke beslissingen over Puerto Rico neemt. De Partido Popular Democrático, die voorstander is van een gemenebest als resultaat van een akkoord tussen gelijken, zag dit als een definitie van een kolonie. Het wetsvoorstel over de verschillende opties werd geconfronteerd met een debat dat waarschijnlijk gelijkaardig is aan het debat wanneer Puerto Rico officieel zou willen toetreden als staat. Controverses waren er bijvoorbeeld over de erkenning van Engels als de officiële taal in plaats van Spaans, dan wel het erkennen dat Puerto Rico sociologisch en cultureel een Latijns-Amerikaans en Caraïbische achtergrond heeft, die verschillend is dan die van de rest van de VS.
Het Task Force report in 2005 zorgde voor heel wat wetgevende activiteit, maar uiteindelijk werd geen van de voorstellen goedgekeurd.
In 2007 kwam er een nieuw voorstel van onder meer Luis Fortuño, om ten laatste in 2009 een referendum te organiseren. Dit referendum zou slechts een vraag omvatten, namelijk of de huidige status moest worden behouden. Indien een meerderheid neen koos, zou ofwel een nieuw referendum worden georganiseerd met alternatieven, ofwel een grondwettelijke conferentie worden samengebracht. Een eerste versie van het voorstel werd nooit aangenomen, een tweede raakte niet gestemd in de Senaat.
In 2009 werd dit voorstel opnieuw ingediend door Pedro Pierluisi. Er werd aan toegevoegd dat als een meerderheid koos om de huidige status te behouden, er om de acht jaar een nieuw referendum zou worden georganiseerd. Er werden hoorzittingen georganiseerd en uiteindelijk werd het voorstel goedgekeurd. In de Senaat vroegen Jeff Bingaman en Lisa Murkowski om uitleg van het Kabinet-Obama. Er kwam echter geen antwoord en dus ook verdere actie. In 2010 werd een wetsvoorstel om een referendum te organiseren wel goedgekeurd, waarna in 2012 een volksraadpleging werd georganiseerd.
In 2013 diende Pedro Pierluisi een voorstel in naar aanleiding van het referendum in 2012, om Puerto Rico officieel te laten erkennen als staat. Het voorstel kreeg steun bij zowel Democraten als Republikeinen, maar raakte door de congresverkiezingen niet goedgekeurd.
In april 2024 bracht de Puerto Rico Adviescommissie van de Amerikaanse Commissie voor Burgerrechten een memorandum uit waarin de onderwerping van Puerto Rico werd benadrukt en de aanhoudende ongelijkheid werd onthuld waarmee de 3,2 miljoen Amerikaanse burgers worden geconfronteerd. De memo legt een trieste maar onmiskenbare realiteit bloot: Puertoricanen zijn al meer dan 100 jaar het slachtoffer van structurele en rassendiscriminatie door het Congres en het Hooggerechtshof op basis van hun territoriale status, federaal stemrecht, Medicare, sociale zekerheidsuitkeringen. De Adviescommissie richt zich op leden van het Congres die deze erfenis van territoriale onderdrukking kunnen aanpakken door de Senaats- en Huisversies van de Puerto Rico Status Act te steunen. De commissie is van plan deze verschillen te onderzoeken en aanbevelingen te doen om een einde te maken aan de ongelijkheid en de schendingen van de burgerrechten die voortkomen uit de territoriale status van Puerto Rico.

### Referendum van 2012
De Puerto Ricanen spraken zich verschillende keren uit over deze vraag, de laatste keer in 2012. Toen verwierp een meerderheid de huidige status en een meerderheid koos voor toetreding tot de VS als volwaardige deelstaat. Alejandro García Padilla, kandidaat voor het gouverneurschap en voorstander van het status quo, had echter opgeroepen om bij de eerste vraag 'ja' te antwoorden en de tweede vraag blanco te laten. Als de ongeldige stemmen bij de tweede vraag worden meegeteld, haalt de optie 'deelstaat' geen absolutie meerderheid meer. Door deze controverse rond de vraagstelling bleef de volksraadpleging echter zonder gevolgen. Pedro Pierluisi, de Resident Commissioner van Puerto Rico, diende toch een wetsvoorstel in om Puerto Rico officieel te erkennen als de 51e staat van de VS. Hij slaagde erin om de steun van meer dan honderd Congresleden te verwerven, zowel Democraten als Republikeinen. Door de verkiezingen voor het Congres werd het voorstel echter niet goedgekeurd. In 2014 keurde Obama een budget van $2,5 miljoen goed om een nieuw referendum te organiseren en ook om de kiezers te informeren over de betekenis van de verschillende opties. Dit zou het eerste referendum worden dat gefinancierd wordt door de federale overheid.
| Stemgerechtigden                                            | 2.402.941 | 100,00% |
| Uitgebrachte stemmen                                        | 1.878.969 | 78,19%  |
| Moet Puerto Rico zijn huidige territoriale status behouden? |           |         |
| Ja                                                          | 828.077   | 46,03%  |
| Nee                                                         | 970.910   | 53,97%  |
| Totaal geldige stemmen                                      | 1.798.987 | 95,74%  |
| Ongeldig of blanco                                          | 79.982    | 4,26%   |
| Welke andere niet-territoriale optie verkiest u?            |           |         |
| Deelstaat                                                   | 834.191   | 61,16%  |
| Vrije associatie                                            | 454.768   | 33,34%  |
| Onafhankelijkheid                                           | 74.895    | 5,49%   |
| Totaal geldige stemmen                                      | 1.363.854 | 72,59%  |
| Ongeldig of blanco                                          | 515.115   | 27,41%  |

## Standpunten

### Puerto Ricaanse partijen
Het belangrijkste politieke thema in Puerto Rico draait rond de relatie met de VS en het hele politieke landschap is op die manier georganiseerd. Er zijn twee grote partijen die wisselend aan de macht zijn, en een derde, kleinere oppositiepartij. Elk van deze partijen heeft een andere visie op de relatie tussen Puerto Rico en de VS. De verschillende mogelijkheden zijn, in volgorde, met een steeds minder sterke band met de VS:
- volwaardige staat van de VS
- incorporated territory (zoals Hawaii en Alaska voor ze een staat werden)
- status quo
- vrij geassocieerde staat met de VS (zoals de Marshalleilanden, Micronesia en Palau)
- onafhankelijkheid

De heersende Partido Nuevo Progresista van gouverneur Jenniffer González-Colón streeft naar het toetreden tot de VS als volwaardige staat. De Partido Popular Democrático, de grootste oppositiepartij en partij van Resident Commissioner Pablo Hernández Rivera, streeft naar het status quo of naar de vrije associatie. De kleinere oppositiepartij Partido Independentista Puertorriqueño streeft naar onafhankelijkheid.

### Amerikaanse partijen
Zowel de Democratische Partij als de Republikeinse Partij steunen het zelfbeschikkingsrecht van de Puerto Ricanen. Algemeen wordt aangenomen dat vooral de Democraten voorstander zijn van toetreding tot de VS, omdat Puerto Ricanen overwegend Democratisch stemmen, ook al zouden ze zich eerder identificeren met conservatievere Democraten. Volgens peilingen zou meer dan 80% van de Puerto Ricanen voor Barack Obama gestemd hebben tijdens de Amerikaanse presidentsverkiezingen in 2008 en in 2012, als er stemrecht was geweest. Gelijkaardige cijfers zijn er voor de Puerto Ricanen die op het Amerikaanse vasteland wonen, en dus wel stemrecht hebben. Als staat zou Puerto Rico recht hebben op twee senatoren, vijf volksvertegenwoordigers en zeven kiesmannen bij de presidentsverkiezingen, die waarschijnlijk overwegend naar Democraten zouden gaan. Dit zou het dan voor Republikeinen moeilijker maken om nationaal aan de macht te komen.
- Democratisch standpunt tijdens de presidentsverkiezingen in 2012

We commit to moving resolution of the status issue forward with the goal of resolving it expeditiously. If local efforts in Puerto Rico to resolve the status issue do not provide a clear result in the short term, the President should support, and Congress should enact, self-executing legislation that specifies in advance for the people of Puerto Rico a set of clear status options, such as those recommended in the White House Task Force Report on Puerto Rico, which the United States is politically committed to fulfilling.
- Republikeins standpunt tijdens de presidentsverkiezingen in 2012

We support the right of the United States citizens of Puerto Rico to be admitted to the Union as a fully sovereign state after they freely so determine. We recognize that Congress has the final authority to define the constitutionally valid options for Puerto Rico to achieve a permanent non-territorial status with government by consent and full enfranchisement. As long as Puerto Rico is not a state, however, the will of its people regarding their political status should be ascertained by means of a general right of referendum or specific referenda sponsored by the U.S. government.